# 기세곡천교
기세곡천교(寄世谷川橋)는 대구광역시 달성군 옥포읍에 잇는 중부내륙고속도로지선 상의 교량으로, 기세천곡을 횡단한다.

## 같이 보기
- 중부내륙고속도로지선
- 기세천곡